# Ozyptila umbraculorum
Ozyptila umbraculorum là một loài nhện trong họ Thomisidae.
Loài này thuộc chi Ozyptila. Ozyptila umbraculorum được Eugène Simon miêu tả năm 1932.